# Фил Когън
Фил Когън (на английски: Philip John „Phil“ Keoghan, произношение:/ˈko(ʊ).gən/) е телевизионен водещ, носител на 4 награди „Еми“.
Роден е в Нова Зеландия, но прекарва голяма част от времето си в Канада и САЩ. Женен е, има деца.
Има участия като телевизионен водещ в над 70 страни. Известен е най-вече като водещ на „Шеметна надпревара“ от самото създаване на предаването през 2001 година.